# Grasbeton

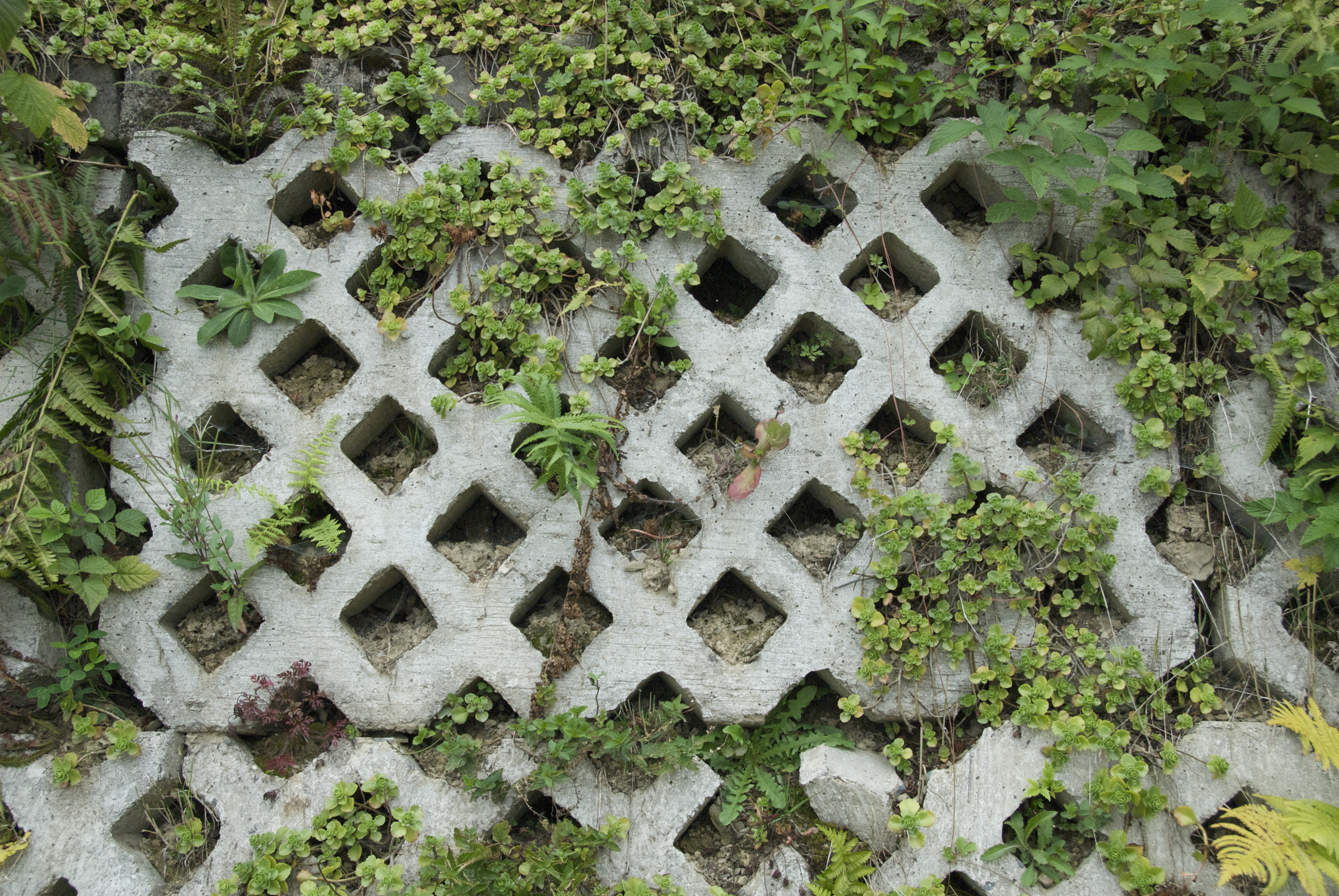
Grasbeton

Grasbeton is bestratingsmateriaal voor bermen en andere terreinen, zoals parkeerplaatsen. Het product werd in 1967 door de Duitser Josef Metten gepatenteerd. Het betrof hier een eerste basisvorm, die nog steeds toegepast wordt als verharding in de tuinmarkt. In Nederland wordt het product inmiddels toegepast als verhardingsmateriaal ten behoeve van wegverbreding. De tegels, meestal 40x60 cm in grootte, vormen dankzij hun gaten een groene berm zodra het gras volgroeid is. Groot voordeel is dat de weg optisch smal blijft, waardoor automobilisten de berm niet als rijbaan gebruiken. Ook in België wordt grasbeton inmiddels veelvuldig als bermverharding toegepast.

## Ontwikkeling
In de jaren 90 ontstonden naast de vertrouwde 40x60 cm tegel diverse andere soorten. Hierbij werd in eerste instantie alleen onderscheid gemaakt in dikte (12 en 15 cm naast de gebruikelijke 10 cm dikte) en in de richting van de gootjes in de tegels. Later ontwierp het Almelose v.d. Bosch Beton ook tegels voor nog specifiekere toepassingen. Voorbeelden zijn tegels met een rechte zijde tegen het asfalt, tegels met onderlinge verbindingspunten en tegels die vlak zijn aan de bovenzijde. Inmiddels zijn ook deze types algemeen geaccepteerd in de markt.
In de jaren 2004-2005 ontwikkelde de provincie Overijssel een systeem dat een wegverbreding van 80 cm realiseert. De grasbetontegels worden hierbij geproduceerd op geotextiel, waardoor ze heel vast op het doek komen te zitten. Hiervan werden enkele provinciale wegen voorzien. Intussen heeft men gekozen voor een systeem dat als gelijkwaardig beschouwd wordt, maar waarbij de tegels niet vastliggen. Na onderzoek van SWOV blijkt dat 80-km wegen in Nederland onveilig smal zijn, maar dat de wegen in Overijssel dankzij grasbeton veiliger zijn.

## Kwaliteit
De kwaliteit van grasbeton wordt getoetst aan de hand van beoordelingsrichtlijn (BRL) 2320. Ten eerste maakt de BRL 2320 onderscheid in grasbeton met diepe uitsparingen en alle overige typen zoals vlakke tegels. Ten tweede kenmerkt deze norm zich door de opname van verkeersklassen.